# R-14 (Montenegro)
De R-14 of Regionalni Put 14 is een regionale weg in Montenegro. De weg loopt van Plužine via Trsa naar Virak en is 49 kilometer lang.